# Elaphoglossum rosenstockii
Elaphoglossum rosenstockii là một loài thực vật có mạch trong họ Lomariopsidaceae. Loài này được H. Christ ex Rosenst. mô tả khoa học đầu tiên năm 1907.